# Antonio Chiri
Antonio Chiri (Locana, 26 agosto 1894 – Torino, 6 gennaio 1971) è stato un militare e aviatore italiano, pluridecorato con medaglia d'argento al valor militare. Asso dell'aviazione da caccia, è accreditato di 6 abbattimenti durante la prima guerra mondiale.

## Biografia
Figlio di un mugnaio, ancora ragazzo emigrò in Francia. Allo scoppio della prima guerra mondiale tornò in Italia, dove inizialmente fu arruolato in un reggimento di artiglieria.
Fece domanda come volontario per il Servizio Aeronautico, dove entrò nel maggio 1916. Il 19 marzo 1917 volando su un Nieuport 11 della 78ª Squadriglia Caccia il Sergente Chiri abbatté il suo primo aereo, un Hansa-Brandenburg C.I della Flik 21, costringendolo all'atterraggio entro le linee italiane presso Gallio ed il cui equipaggio (pilota korporal Emannuel Mattle osservatore oberleutnant Franz Resch) finì prigioniero.
Il 17 maggio 1918, in un'azione che coinvolse anche gli assi italiani Francesco Baracca, Gastone Novelli e Cesare Magistrini, Chiri abbatté Franz Gräser, che con 18 vittorie in quel momento era il secondo asso della k.u.k. Luftfahrtruppen.
A Chiri furono accreditati complessivamente 6 abbattimenti, l'ultimo dei quali effettuato il 31 agosto 1918.
Il 21 dicembre dello stesso, subito dopo aver decollato dall'aeroporto di San Giacomo di Veglia, il suo Hanriot HD.1 subì un malfunzionamento ai comandi e precipitò. Nell'impatto rimasero uccise alcune persone a terra, e Chiri finì in ospedale, dove rimase in coma fino al 6 gennaio 1919.
Nel corso del conflitto fu decorato tre volte con la Medaglia d'argento al valor militare.
Congedato nel 1920, si trasferì a Torino dove da civile lavorò alle Poste italiane fino alla pensione. Morì nel capoluogo piemontese il 6 gennaio 1971.